# بول بانكس
بول بانكس (بالإنجليزية: Paul Banks)‏ هو كاتب أغاني وعازف قيثارة بريطاني، ولد في 6 يوليو 1973 في يورك في المملكة المتحدة.

## وصلات خارجية
- باول بانكس على موقع IMDb (الإنجليزية)
- باول بانكس على موقع ميوزك برينز (الإنجليزية)
- باول بانكس على موقع أول ميوزيك (الإنجليزية)
- باول بانكس على موقع ديسكوغز (الإنجليزية)